# Пианфей
Пианфѐй (на италиански и на пиемонтски: Pianfei) е село и община в Северна Италия, провинция Кунео, регион Пиемонт. Разположено е на 500 m надморска височина. Населението на общината е 2200 души (към 2010 г.).